# Francisco Correa de Arauxo
Francisco Correa (de Arauxo, de Acebedo) (16. září 1584 Sevilla - říjen nebo listopad 1654 Segovia) byl andaluský varhaník a skladatel období přelomu renesance a baroka.

## Životopis
První místo varhaníka získal roku 1599 v kostele San Salvador v Seville. Roku 1608 se stal knězem. Dlouholeté potíže na tomto místě jej přiměly hledat nové místo působení. Teprve roku 1636 získal místo varhaníka v katedrále v Jaénu. Již o čtyři roky později se stal katedrálním varhaníkem v Segovii, kde roku 1654 zemřel.
Hudební odkaz Correase spočívá v jeho Facultad Organica, škole hry na varhany, která byla vytištěna roku 1626 v Alcalá de Henares. Obsahuje 62 tient.
Jeho hudba je kontrapunkčně a harmonicky renesanční, přesto v sobě nese prvky typické pro soudobou španělskou hudbu.